# 낙원동 (서울)
낙원동(樂園洞)은 서울특별시 종로구의 법정동이다. 현재 이곳의 행정동은 종로1·2·3·4가동으로 되어 있다. 북으로 경운동과 익선동이, 동쪽으로 돈의동이 서로 접하며 남쪽으로 종로2가와, 종로3가, 서쪽으로 인사동이 둘러싸고 있다.
이곳은 1396년(조선 태조 5) 당시에는 한성부(漢城府) 중부관아(中部官衙)의 경행방(慶幸坊), 관인방(寬仁坊), 정선방(貞善坊)에 걸쳐 있었다. 1894년(조선 고종 31) 갑오개혁 당시 행정구역 개편 때는 동구(洞口), 교동(校洞), 어의동(於義洞), 한동(漢洞), 원동(園洞), 탑동(塔洞), 주동(紬洞) 등이 낙원동에 해당하는 지역이었다.
현재의 낙원동 지역은 서울의 중심지인 상업지역으로서 각종 음식점들이 많은 편이며, 예로부터 내려온 떡집 상가들이 골목을 이루고 있다.

## 연혁
- 1396년 : 중부경행방, 관인방, 정선방으로 관할
- 1751년 : 중부경행방포전계, 오순덕계, 관인방대사동일패계, 이패계, 삼패계, 사패계, 정선방돈녕부상계, 돈녕부하계로 관할
- 1867년 : 중부경행방여빈궁내계, 오순덕계, 관인방대사동일패계, 이패계, 삼패계, 사패계, 정선방동녕부상계, 돈녕부하계, 포전계로 관할
- 1894년 : 중서경행방동구계주동, 어의동계어의동, 교동, 교동계어의궁동, 오순덕계어의동, 교동, 탑동계교동, 탑동, 포병계교동, 탑동, 관인방대사동계원동, 철물교계탑동, 정선방어의동계어의동, 돈녕계돈녕동으로 관할
- 1911년 4월 1일 : 경성부중부경행방, 관인방, 정선방으로 관할
- 1914년 3월 1일 : 중부교동, 원동, 탑동, 한동, 어의동, 주동으로 관할
- 1914년 4월 1일 : 낙원동으로 관할
- 1914년 9월 29일 : 북부출장소 낙원동으로 관할
- 1915년 6월 1일 : 경성부 낙원동으로 관할
- 1936년 4월 1일 : 낙원정으로 관할
- 1943년 4월 1일 : 종로구 낙원정으로 관할
- 1946년 10월 1일 : 종로구 낙원동으로 관할
- 1970년 5월 5일 : 서울특별시조례 제613호로 종각동(관철동·종로2가)과 탑동･대사동･전훈동을 통폐합한 낙원동이 신설되어 종로2가･관철동･낙원동･인사동･공평동･관훈동･견지동 일원을 관할[1]
- 1975년 10월 1일 : 서울특별시조례 제981호에 의해 이전의 청진동과 낙원동 일부를 통폐합한 종로1가동이 신설되어 종로1가･청진동･서린동･수송동･중학동･공평동･관훈동･견지동 일원을 관할하고, 이전의 권농동과 낙원동 일부를 통폐합한 종로2가동이 신설되어 권농동과 운니동･와룡동(1번지 제외)･익선동･경운동･관철동･인사동･낙원동･종로2가 일대를 관할
- 1977년 9월 1일 : 서울특별시조례 제1181호에 의해 이전의 종로1가동과 종로2가동을 통합한 종로1･2가동이 신설되어, 종로1가･종로2가･청진동･서린동･수송동･중학동･공평동･관훈동･견지동･와룡동(1번지 제외)･권농동･운니동･익선동･경운동･관철동･인사동･낙원동 일대를 관할

## 지명 유래
낙원동이라는 지명은 일제가 원래의 지명과는 관계 없이 붙인 이름이다. 1914년 4월 1일 교동, 탑동, 어의동, 주동의 각 일부와 한동, 원동의 일부를 병합하면서, 시내 중앙에 낙원지인 탑골공원(일명 파고다공원)이 있으므로 붙였다.

## 유래
이곳 지역은 일본제국의 통치가 시작된 후 1914년 4월 1일 동명 제정에 따라 이전 중부 경행방 교동, 탑동, 어의동, 주동의 각 일부와 정선방의 한동과 관인방의 원동의 일부를 병합하였고 조선 고종 34년(1897년) 에 영국인 브라운의 설계에 의해 공원으로 조성되어 1920년 대중에게 개방하였다.
처음에는 ‘파고다공원’이라는 이름으로 개원하였지만 주로 탑공원, 탑동공원, 탑골공원으로 불렀다. 비록 설계는 영국인이 하였지만 종로 중심에 시민들의 낙원지라 할 만한 탑골공원이 순수한 한국인의 손으로 건축되어 시민들의 인기가 좋았으므로 낙원동이라는 동명이 새로 생겨났다. 그러나 예부터 이곳을 지칭하던 교동 · 탑동 · 어의동 · 주동 · 한동 · 원동은 한 세대가 지나도록 낙원동과 함께 쓰였다고 전해진다.
낙원동은 청계천과 종로의 윗동네라는 이름에서 북촌(北村)이라고 불리는 곳에 인접되어 궁궐과 관련이 깊고 일찍부터 서울의 중심 지역으로 되어 온 곳이다. 교동(校洞)은 경운동과 인접지역인데 낙원동 280번지에 향교(鄕校)가 있어서 붙여진 명칭이다. 향교동 혹은 향굣골이라고도 하며 현재 법정동으로 낙원동 271~283번지 일대이다.
또한 돌로 된 우물이 있어 돌우물골로, 향교가 있었다고 향굣골로 명칭이 연유하지만 낙원동은 1914년 4월 1일 동명 제정 때 시내 중앙의 낙원지라 할만한 탑골공원이 위치하고 있었던 데서 낙樂을, 이곳에 있던 원동園洞이라는 동리 명칭에서 원園을 따와 합성한 데서 마을 이름이 유래되었다.
원동園洞은 인사동과 낙원동에 걸쳐 있는 마을로 원골이라고도 부른다. 탑동塔洞은 탑골이라고도 부른다. 한동漢洞은 한양동漢陽洞·한양골이라고도 부르는데 낙원동·익선동·돈의동에 걸쳐 있는 마을이다. 고려 때 한양에 남경南京을 정하고 이궁까지 설치했는데 이 일대가 한양고을의 중심이 되었으므로 붙여진 이름이다.

### 낙원동 교사

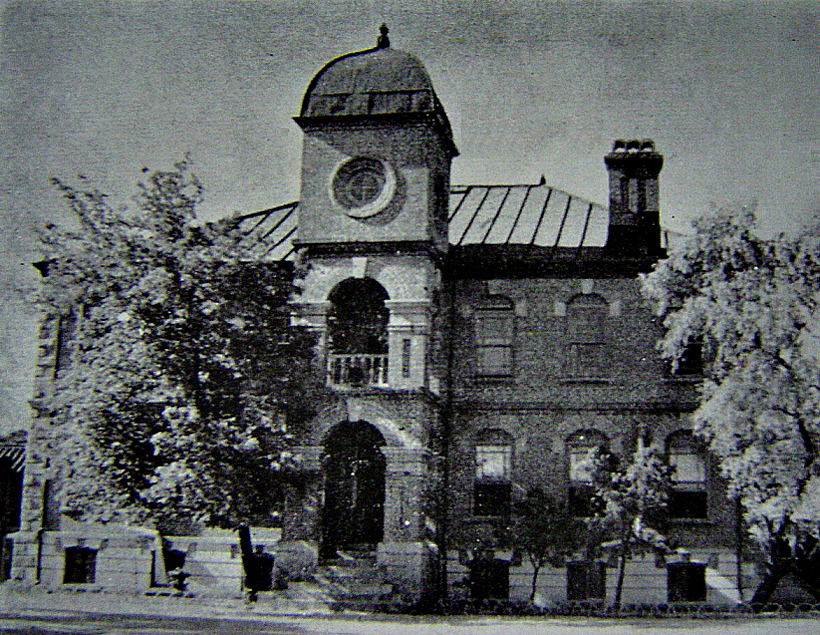
서울 종로구에 있었던 낙원동 교사 모습. 1908년 11월 2일 준공에 준공되어 서북회관으로도 불렸다.

이처럼 예부터 이곳에 향교가 있어 교동으로 불릴 정도로 교육의 중심지로 명망있었다. 낙원동은 광복 후 최초 신설대학으로 탄생한 단국대와 건국대(설립인가 순), 고려대의 전신인 보성전문학교와 서북협성학교(광신상업학교 전신)이 한 때 배우고 가르쳤던 건물이 있었는데 '낙원동 교사'로 불리면서 혜화동 대학로(마로니에 공원)와 더불어 대학가에서 꽤 알려졌던 곳이다.
낙원동 교사는 3층 양옥이었는데 3층이라지만 1층은 반지하였다. 연건평 395평였으니 1886년 서울 중구 정동에 건평 200평 규모의 한식 기와집에서 시작된 초창기 이화학당보다는 훨씬 컸다. 여기서 단국대와 건국대(설립인가 순)가 태동하고 국민대는 설립 기성회의 임시 사무실로 썼다.
1908년 서북 출신의 박은식, 이갑, 이동휘, 안창호 등이 서울에서 서북학회를 만들고 회관 건립에 착수해 33명의 공동 소유로 이곳에 건물을 지었다. 건물은 청나라 기술자를 불러들여 지었고 당시에는 보기드문 현대식 건축물이어서 장안의 화제가 되기도 했다. 또한 기미 독립 선언서처럼 33명의 이름으로 지어진 것이 이채롭다.
3·1 운동이 있기 11년 전이었는데 건물을 33명의 이름으로 지어졌다는 것과 3·1 운동이 일어난 탑골공원과 지척거리에 있다는 것, 그리고 3·1 운동의 민족대표가 33인이었다는 것은 3·1 운동에서 서북도인이 중추적 역할을 한 것을 반영한다.
이 낙원동 건물은 낙원동 282번지에 있었는데 서북인이 지었다해서 일명 서북회관으로도 알려져있다. 1908년 11월 2일에 준공하여 서북협성학교(광신상업학교 전신)의 교사로 쓰였고 1910년 10월 1일 협성학교가 오성학교로 개명하고 확장하여 중등과정의 신식교육을 담당하는 오성학교 교사 건물로 쓰여졌다. 그러나 오성학교는 1918년 4월 1일 일제에 의해 강제 폐교된다.
1918년 같은해에 이 곳에는 보성전문학교가 들어서서 4년 동안 교사로 사용했다. 1939년 보성전문이 교사를 천도교총부가 있는 송현동으로 자리를 옮겼다. 그리고 협성학교는 1921년 4월 1일 최시준의 사재로 오성강습소로 다시 개교하였고 1922년 3월 1일 협성학교로 교명을 변경하였으며, 1927년 7월 1일 협성실업학교로 교명을 변경하였다. 1940년 7월 1일 다시 광신상업학교로 교명을 변경하였고 1943년 4월 1일 회기동 신교사를 짓고 옮겨 졌다. (광신중학교 연혁참조)
서북회관은 이후 백화점의 박흥식이 이사장으로 있으면서 운영하다 민중병원을 운영하던 함경남도 단천 출신의 건국대 설립자 유석창에게 건물의 소유가 넘어갔다. 이후 1977년 건물은 도시계획으로 철거·해체, 1985년 건국대학교 교정안으로 이전·복원되어 현재 군자동 건국대내의 상허기념관으로 활용하면서 등록문화재 제53호 서북학회회관(西北學會會館)으로 등록되어 있다.

## 관광

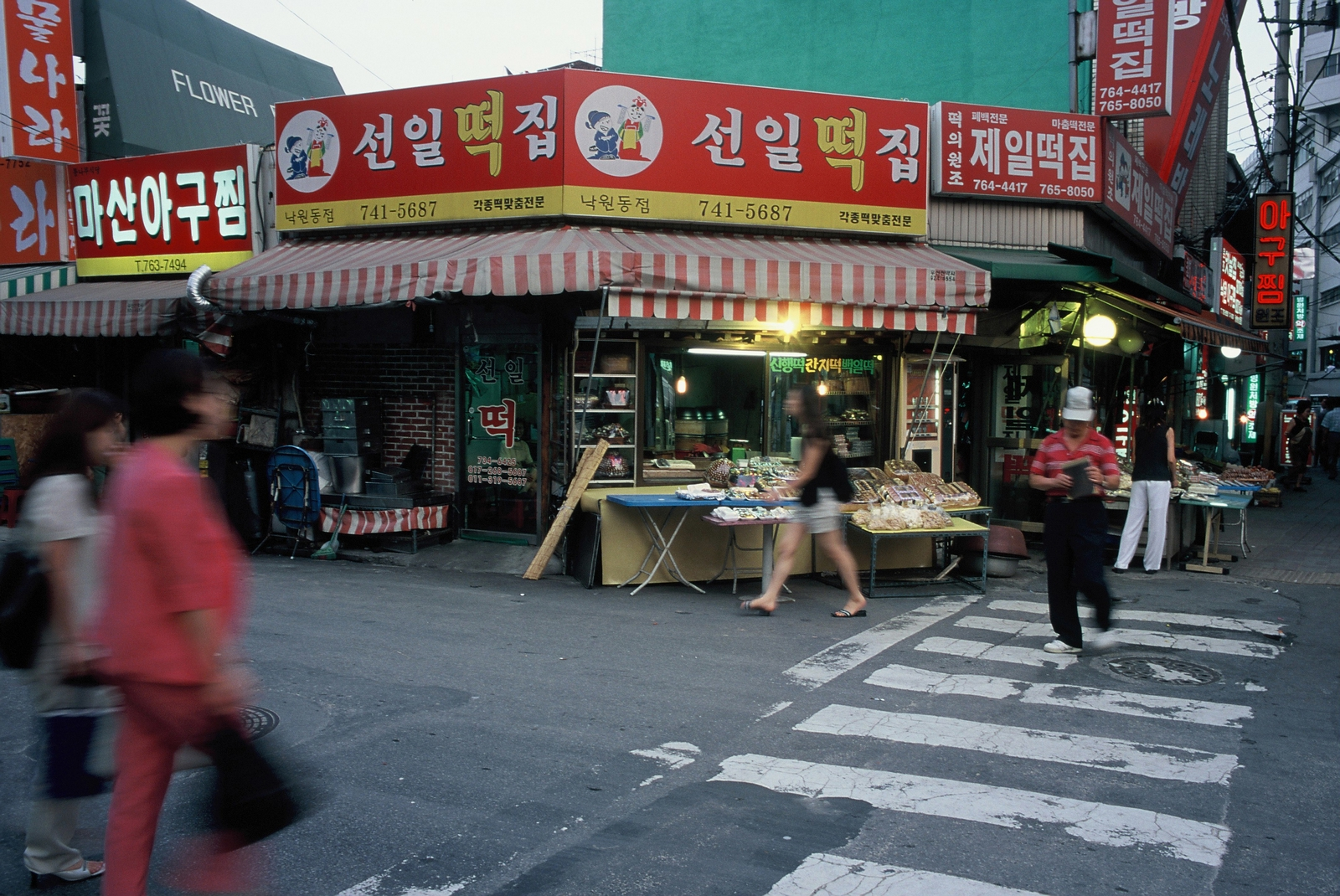
낙원동 떡집거리의 모습

- 탑골공원 : 3·1운동 당시 시민들과 학생들이 이곳에 모여 만세를 외쳤으며, 당시 학생 대표가 독립선언서를 낭독했던 팔각정이 잘 보존되고 있다. 법정동상으로 종로2가에 편입되어있다.
- 낙원상가 : 악기 전문 상가이다.
- 떡전거리 : 예로부터 남주북병(南酒北餠)이라 하여 북촌 일대에는 떡 문화 유명했는데, 낙원동은 그러한 전통의 일부가 지금까지 내려오는 곳이다.[4]

## 게이 커뮤니티
낙원동 일대는 한국에서 최대 규모의 게이 커뮤니티가 형성된 지역이다. 1970년대 후반부터 파고다 극장을 중심으로 게이 남성 간의 만남의 장소로서의 역할을 수행하여 왔다. 2005년 기준 낙원동 내의 게이바 등의 게이 업소는 85곳으로, 전체 업소의 19.2%를 차지하였다.

## 같이 보기
- 대한민국의 행정 구역

## 참고 문헌
- 『서울육백년사』 (서울특별시사편찬위원회, 1981년)
- 『한국개항기도시사회경제사연구』(손정목 저, 일지사, 1982년)